# Mercy Genesis
Miesinnei Mercy Genesis (ur. 20 września 1997) – nigeryjska zapaśniczka walcząca w stylu wolnym. Olimpijka z Rio de Janeiro 2016, gdzie zajęła czternaste miejsce w kategoria 48 kg.
Zajęła piąte miejsce na mistrzostwach świata w 2022. Triumfatorka igrzysk afrykańskich w 2015, 2019, 2023 i mistrzostw Afryki w 2017, 2018, 2019, 2023, 2024 i 2025. Wygrała igrzyska wspólnoty narodów w 2022. Trzecia (nie przyznano jej medalu) w 2018 roku.
Zawodniczka University of Port Harcourt w Port Harcourt.